# Майскогорское сельское поселение
Майскогорское сельское поселение — сельское поселение в Нижнекамском районе Татарстана.
Административный центр — поселок Трудовой.
Майскогорское сельское поселение граничит с Каенлинским, Краснокадкинским, Нижнеуратьминским, Сухаревским и Шереметьевским сельскими поселениями.

## Состав поселения
В состав поселения входят 3 населённых пункта:
- пос. Трудовой
- дер. Выгороженный Ключ
- дер. Майская Горка

## Население
| 2010 | 2011 | 2012 | 2013 | 2014 | 2015 | 2016 |
| ---- | ---- | ---- | ---- | ---- | ---- | ---- |
| 613  | →613 | ↘603 | ↘571 | ↗588 | ↗600 | ↘590 |
| 2017 | 2018 |      |      |      |      |      |
| ↗591 | ↘569 |      |      |      |      |      |